# Piptadenia weberbaueri
Espèce
Classification phylogénétique
Statut de conservation UICN

 VU  : Vulnérable
Piptadenia weberbaueri est une espèce de plantes du genre Piptadenia de la famille des Fabaceae.